# Johann Heinrich Kaspar Gerdau

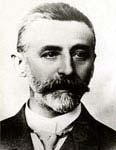
Johannes Heinrich Kaspar Gerdau

Johannes Gerdau, in Brasilien bekannt als João Gerdau, (* 14. November 1849 in Altona; † 24. November 1917 in Porto Alegre; vollständiger Name: Johannes Heinrich Kaspar Gerdau) war ein deutscher Bauernsohn, der im Jahr 1869 ins Kaiserreich Brasilien auswanderte und dort Unternehmer wurde. Er begründete dort die Anfänge der heutigen Gerdau-Gruppe, des heute in Süd- und Nordamerika führenden Stahlproduzenten.
Geboren in Holstein in der Zeit der Schleswig-Holsteinischen Erhebung (1848–1851), war Gerdau ein Sohn des Bauern Johannes Gerdau und dessen Ehefrau Anna Gerdau geb. Focken, die in Neuenfelde im Königreich Hannover (heute Hamburg-Neuenfelde) lebten. Als Absolvent einer technischen Schule in Hamburg wanderte Gerdau 1869 auf der Suche nach besseren Lebensbedingungen ins Kaiserreich Brasilien aus und ließ sich dort zunächst in der von deutschen Auswanderern gegründeten Colônia de Santo Ângelo in der Stadt Cachoeira do Sul in der damaligen Provinz São Pedro do Rio Grande do Sul (heute Bundesstaat Rio Grande do Sul) nieder.
In der benachbarten Stadt Agudo erwarb er ein Grundstück, auf dem er ein Wohnhaus und ein Geschäftsgebäude errichtete. In den 1870er Jahren gründete er die Kolonialwaren-Handelsgesellschaft João Gerdau & Cia. Am 9. Februar 1875 zählte er zu den 31 Gründungsmitgliedern des Männergesangvereins „Hoffnung“, in dem er zum Schatzmeister gewählt wurde.

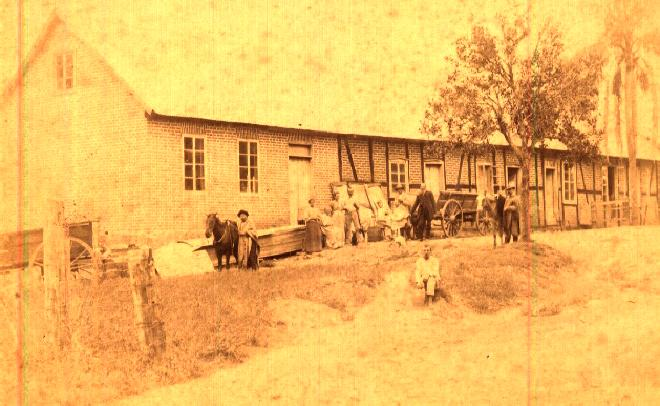
Wohn- und Wirtschaftsgebäude der Sociedade Imobiliária João Gerdau & Cia. im Jahr 1885

Im Jahr 1883 errichtete Gerdau ein neues Geschäftshaus am Marktplatz von Cachoeira do Sul. Dort handelte er mit Gerste, Weizen, Reis, Roggen, Bohnen, Mais und weiteren Waren, während das bereits bestehende Unternehmen in Agudo als Handelsposten für den Ankauf von Produkten diente, die er dann nach Cachoeira do Sul transportieren ließ.
Im Jahr 1895 gründete Gerdau mit einem Partner in Porto Alegre das Großhandelsunternehmen Gerdau & Naschold, das „en gros mit getrockeneten und frischen Waren“ handelte und Brauereibedarfsartikel wie Maschinen, Geräte, Malz, Hopfen, Korken und Flaschen importierte. Darüber hinaus importierte das Unternehmen Wein direkt aus Jerusalem in Palästina.
Am 18. August 1886 verkaufte Manuel Deodoro da Fonseca, der damalige Präsident der Provinz und spätere erste gewählte Präsident Brasiliens, noch freies Land in Agudo an den Kapitän der Nationalgarde und Großgrundbesitzer Policarpo de Carvalho e Silva. Dieser wiederum übereignete die Ländereien an die Sociedade João Gerdau & Cia., als deren Eigentümer João Gerdau, Manuel Py und Antônio de Oliveira aufgeführt waren.
Am 16. Januar 1901 erwarben Gerdau und sein ältester Sohn Hugo in Porto Alegre die abgewirtschaftete Nagelfabrik Pontas de Paris, die sie in João Gerdau & Filho umfirmierten. Diese Aktiengesellschaft wurde von 95 Aktionären gegründet, darunter wiederum Manuel Py und Antônio de Oliveira. Im Jahr 1908 erwarb Gerdau den in Porto Alegre seit 1893 existierenden kleinen Möbelhersteller Fábrica de Móveis Navegantes und begann mit der Produktion von Bugholzmöbeln im Stil von Michael Thonet in Wien. Die Verwaltung dieses Unternehmens übertrug Gerdau seinem zweiten Sohn Walter.
Mit dem Tod João Gerdaus am 24. November 1917 ging die Führung der Unternehmen auf seinen Sohn Hugo Gerdau über. Mit dessen Tod fiel die Unternehmensführung an Curt Johannpeter, den Ehemann von Hugo Gerdaus Tochter Helda. Ab diesem Zeitpunkt entwickelte sich das Unternehmen sehr dynamisch zu einem der heute größten seiner Art in Lateinamerika.